# Dianthus gabrielianae
Dianthus gabrielianae är en nejlikväxtart som beskrevs av Nersesian. Dianthus gabrielianae ingår i släktet nejlikor, och familjen nejlikväxter. Inga underarter finns listade i Catalogue of Life.